# ماکروفاژ
ماکروفاژها (به صورت Mφ و MΦ یا MP هم نوشته می‌شود) (از یونانی μακρός با تلفظ makrós به معنای "بزرگ"، و φαγεῖν با تلفظ phagein به معنای "خوردن") یا درشت‌خوارها نوعی سلول در دستگاه ایمنی است که باقی‌مانده‌های سلولی، مواد بیگانه، میکروب‌ها، سلول‌های سرطانی و هرچیز دیگری که پروتئین‌های ویژه سلول‌های سالم بدن بر روی سطحش نداشته باشد را در فرآیندی به نام بیگانه‌خواری می‌بلعد.
این بیگانه‌خواران بزرگ، اساساً در تمام بافت‌هایی که در آن با حرکات آمیبی جهت یافتن بیماری‌زاهای بالقوه گشت می‌زنند، یافت می‌گردند. آن‌ها به اشکال مختلفی (با نام‌های مختلف) در سراسر بدن در می‌آیند (مثل هیستوسیت‌ها، سلول‌های کوپفر، ماکروفاژهای آلوئولار، میکروگلیاها و سایر اشکال). اما همه آن‌ها بخش‌هایی از دستگاه فاگوسیت تک‌هسته‌ای می‌باشند. آن‌ها در کنار عمل بیگانه‌خواری، نقش حیاتی در دفاع غیر اختصاصی داشته (دستگاه ایمنی ذاتی) و همچنین به شروع سازوکار دفاع اختصاصی (دستگاه ایمنی تطبیقی) نیز با بکارگیری بقیه سلول‌های ایمنی چون لنفوسیت‌ها، کمک می‌کنند. به عنوان مثال، ماکروفاژها از نظر عرضه آنتی‌ژن به لنفوسیت T اهمیت دارند. در انسان‌ها، بدعملکردی ماکروفاژها، موجب بیماری‌های جدی چون بیماری گرانولوماتوز مزمن شده که منجر به عفونت‌های مکرری می‌گردد.
ماکروفاژها، به غیر از التهاب و تحریک دستگاه ایمنی، نقش ضد التهابی مهمی داشته و می‌توانند از طریق آزادسازی سیتوکین‌ها، موجب کاهش واکنش ایمنی گردند. ماکروفاژهایی که التهاب را تشدید می‌کنند، به نام M1 شناخته شده، در حالی که ماکروفاژهای کاهنده التهاب و تشویق کننده ترمیم بافتی را M2 می‌نامند. این تمایز، منعکس کننده متابولیسمشان است؛ ماکروفاژهای M1 توانایی منحصر بفردی در متابولیزه کردن آرژنین به مولکول‌های «قاتل»، یعنی نیتریک اکسیدها دارند، در حالی که ماکروفاژهای M2 توانایی منحصربفردی در متابولیزه کردن آرژنین جهت ترمیم مولکول اورنیتین دارند. با این حال، این دوگانگی اخیراً با کشف پیچیدگی‌های بیشتر، مورد تردید و پرسش قرار گرفته‌است.
ماکروفاژهای انسانی، در حدود ۲۱ میکرومتر قطر داشته و توسط مونوسیت‌های درون بافت تولید می‌گردند. آن‌ها را می‌توان با فلو سایتومتری یا ایمونوهیستوشیمی و با کمک بیان پروئین‌های ویژه ای چون این موارد، شناسایی کرد: CD14، ‏CD40، ‏CD11b، ‏CD64، ‏F4/80 (موش)\EMR1 (انسان)، لیزوزیم ام، ‏MAC-1‏\‏MAC-3 و CD68.
ماکروفاژها را اولین بار یک جانورشناس روسی به نام ایلیا مچینکو، در ۱۸۸۴ میلادی کشف کرد.

## نقش جدید ماکروفاژها

### کمک به قلب برای ایجاد ضربان بهینه
ماکروفاژها برای ضربان قلب ضروری اند. که این موضوع ماکروفاژها را اهداف مناسبی برای درمان بیماری‌هایی مانند آریتمی می‌نماید. مطالعات انجام شده روی موش‌های فاقد ماکروفاژ نشان داد که در این حیوانات ریتم الکتریکال قلب غیر نرمال بود.
محققان دریافتند که ماکروفاژها در گره دهلیزی-بطنی یا AV node در موش و انسان به فراوانی وجود دارند. این گره حاوی سلول‌های ماهیچه ای نیز هست که می‌توانند سیگنال انقباض را انتقال دهند.
وقتی سلول‌های ماهیچه ای قلب و ماکروفاژها را در دیش با هم کشت دادند دریافتند که این دو نوع سلول از نظر فیزیکی مرتبط بوده و به‌طور هم‌زمان از نظر الکتریکی تحریک شدند. به علت وجود این تعاملات ماکروفاژها شروع تحریک سلول‌های ماهیچه ای مجاور خود را تسهیل کردند.

## رسانه
- یک ماکروفاژ فعال J774 دیده می‌شود که چهار کنیدی را با مشارکت حذف می‌کند. سلول‌های J774 یک شب قبل از فیلمبرداری، با {\displaystyle 5ng/ml} اینترفرون گاما تیمار شده‌اند. مشاهدات طی بازه ۲٫۵ ساعته، و در فواصل ۳۰ ثانیه ای صورت پذیرفته‌اند.
- دو ماکروفاژ آلوئولار را می‌توان در حال هضم کنیدی دید. ویدیو به صورت حرکت آهسته، ۲٫۵ ساعت و ۳۰ فریم بر ثانیه است.